# Diplotaxis bicolor
Diplotaxis bicolor är en skalbaggsart som beskrevs av Bates 1887. Diplotaxis bicolor ingår i släktet Diplotaxis och familjen Melolonthidae. Inga underarter finns listade i Catalogue of Life.